# Kultura oralna
Kultura oralna – forma kultury, w której dominującą formą transmisji treści kulturowych jest bezpośredni przekaz ustny (oralny), a pismo jest nieznane lub mało znaczące.

## Charakterystyka ogólna
W kulturze oralnej słowa mają charakter zdarzeń, nie zostają bowiem utrwalone, a ich jedyną materialną postacią jest dźwięk. Bronisław Malinowski podkreślał, że w takich kulturach język jest bardziej sposobem działania, niż odpowiednikiem myśli. Stąd powszechna w takich społeczeństwach wiara w stwórczą moc słowa.
Jedynym sposobem przechowywania treści kulturowych w takim systemie jest ich powtarzanie, któremu towarzyszy dążenie do ich zachowania w postaci możliwie nienaruszonej. Treści nie powtarzane ulegają zapomnieniu i tym samym przepadają; niemożliwe jest już ich odnalezienie. 
W kulturze takiej struktura ludzkiego sposobu myślenia, podejścia do czasu, do rzeczywistości jest zupełnie inna niż w społeczeństwach, których kultura oparta jest na piśmie, a zwłaszcza tych opartych na druku. 
Ogromny wkład w odkrycie i opisanie sposobu funkcjonowania kultur oralnych mieli tacy badacze jak Milman Parry i jego syn Adam. Ich badania wiążą się z próbami wyjaśnienia tzw. kwestii homeryckiej (problem autorstwa eposów Homera) a także z eposami ludowymi Bałkanów. Zapoczątkowały szereg kolejnych badań prowadzonych przez antropologów w społeczeństwach "pierwotnych" na całym świecie, a także folklorów europejskich, które również były kulturami oralnymi. 
Kultura oralna to również styl życia, sposób funkcjonowania społeczności. „Określenie: kultury werbomotoryczne – termin Marcela Jousse’a – uwydatnia odmienność podejścia do roli mówienia w kulturach z dużym residuum oralnym, nawet gdy posiadły już słabą znajomość pisma. Używanie mowy znaczy tu o wiele więcej, aniżeli samo działanie, np. kupowanie to znacznie bardziej wymiana retorycznych formuł, grzeczności itp., aniżeli nabywanie rzeczy.” Obecne czasy zalicza już Ong do epoki wtórnej oralności, która wyrosła na gruncie kultury typograficznej. „To telewizja właśnie zakwestionowała dominację kultury opartej na piśmie i druku, przywołując „dźwięczną bezpośredniość społeczeństw przedpiśmiennych.”
Na oczach współczesnych dokonuje się – zdaniem Onga – owa transformacja. Do zjawisk wtórnej oralności zaliczyć należy telewizję, radio i kasety magnetofonowe. W żadnym razie nie wolno wtórnej oralności rozumieć tak, jak okresu przedpiśmienności. „Tę nową oralność cechuje uderzające podobieństwo z tą dawną, np. mistyka uczestnictwa, karmienie poczucia wspólnoty, skupienie na chwili bieżącej.” Podkreśla się takie cechy nowego typu kultury telewizyjnej, jak: bezpośredniość, status „naocznego świadka”, zacieranie konwencjonalnych różnic między faktem a fikcją, redukowanie przeszłości i przyszłości do teraźniejszości, łączenie dystansu i bliskości.”

## Cechy kultur oralnych
Walter J. Ong, autor jednego z podstawowych opracowań specyfiki kultur oralnych w porównaniu do kultur pisma i druku, opierając się na innych szczegółowych badaniach antropologicznych, podaje następujące zasadnicze cechy kultur oralnych:
- addytywność (zamiast podrzędności właściwej kulturom opartym na druku);
- nagromadzenie (zamiast analizy);
- redundancja (czyli obfitość);
- zachowawczość (tradycjonalizm);
- bliskość ludzkiego świata;
- zabarwienie agonistyczne;
- empatia i zaangażowanie;
- homeostaza;
- sytuacja (zamiast abstrakcji).

## Wybrana literatura
- Walter J. Ong, Oralność i piśmienność: słowo poddane technologii, Lublin 1992.
  - fragment przedrukowany w: Antropologia słowa: zagadnienia i wybór tekstów, red. G. Godlewski,  Warszawa 2004.
- P. Zumthor, Właściwości tekstu oralnego, "Literatura Ludowa" 1986 nr 1; przedruk w: Antropologia słowa, op. cit.
- B.W. Andrzejewski, Problemy literatury ustnej w Afryce, "Przegląd Orientalistyczny" 1978 nr 1.
- Claude Lévi-Strauss, Skuteczność symboliczna w: tegoż, Antropologia strukturalna, Warszawa 1970.
- Piotr Bogatyriew, Semiotyka kultury ludowej, Warszawa 1979.